# 吉尔伯特·科尔盖特
吉尔伯特·科尔盖特（英語：Gilbert Colgate，1899年12月21日—1965年10月9日），美国男子雪车运动员。他曾代表美国参加1936年冬季奥林匹克运动会雪车比赛，搭档理查德·劳伦斯获得男子双人铜牌。